# (269323) Madisonvillehigh
(269323) Madisonvillehigh est un astéroïde de la ceinture principale.

## Description
(269323) Madisonvillehigh est un astéroïde de la ceinture principale. Il fut découvert le 28 septembre 2008 à Charleston (ville de l'Illinois) par l'Observatoire de recherche astronomique. Il présente une orbite caractérisée par un demi-grand axe de 2,89 UA, une excentricité de 0,02 et une inclinaison de 10,7° par rapport à l'écliptique.

## Compléments